# Provincia di Guéra
La provincia di Guéra  è una delle province del Ciad. Il capoluogo è Mongo.

## Suddivisioni amministrative
La provincia è divisa nei seguenti dipartimenti:
| Dipartimento | Capoluogo | Comuni                                   |
| ------------ | --------- | ---------------------------------------- |
| Abtouyour    | Bitkine   | Bang Bang, Bitkine, Mawa                 |
| Barh Signaka | Chinguil  | Chinguil, Daguil, Zane, Malakondjo       |
| Guéra        | Mongo     | Baro, Mongo, Niergui                     |
| Mangalmé     | Mangalmé  | Bitchotchi, Eref, Kouka Margni, Mangalmé |
| Garada       | Melfi     | Melfi, Goguimi, Ali Dinar, Mokofi        |